# Evodinus clathratus
Espèce
Synonymes
- Rhagium clathratum Fabricius, 1793[2]
- Evodinellus clathratus (Fabricius, 1793)[2]
- Pachyta clathrata (Fabricius, 1793)[2]
- Brachyta clathrata (Fabricius, 1793)[2]
- Leptura signata Panzer, 1793 nec Geoffroy, 1785[2]

Evodinus clathratus est une espèce de coléoptères européens de la famille des Cerambycidae (capricornes).

## Distribution et habitat
Evodinus clathratus est présent dans la majeure partie de l'Europe et en Russie,,,. C'est une espèce de montagne typique, courante dans les Alpes jusqu'à 1400 mètres au-dessus du niveau de la mer.

## Description

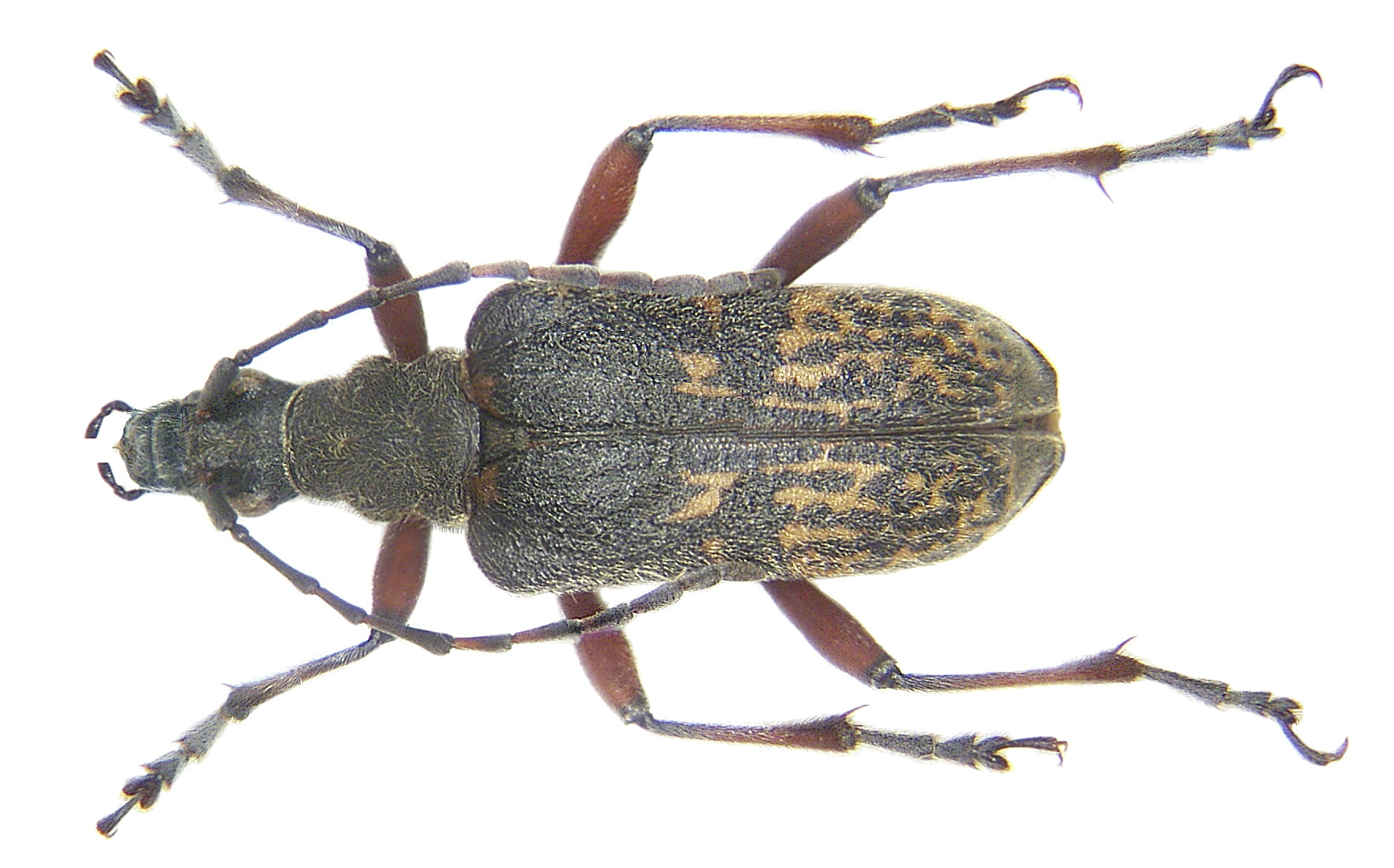
Exemplaire de musée.

Evodinus clathratus peut faire environ 9 à 13 mm de long. Sa tête est fine et  noire. Son pronotum est noir, étroit, rugueux et fortement ponctué. Ses élytres sont noirs avec des points jaune rougeâtre à l'arrière. Ses pattes sont généralement partiellement rougeâtres, bien que l'espèce soit extrêmement variable en termes de marques sur les élytres et de coloration des pattes.

## Biologie
Le cycle de vie de ce coléoptère est de deux ou trois ans. Les adultes sont visibles de mai à juillet. Ils se nourrissent fréquemment de nectar d’Aruncus vulgaris. Les larves sont polyphages sur les conifères. Elles se développent dans les branches et les troncs pourris des épicéas (en particulier l'épicéa commun, Picea abies), des hêtres, des saules et des aulnes.